# Station Wisła Dziechcinka
Station Wisła Dziechcinka is een spoorwegstation in de Poolse plaats Wisła.